# Emléktáblák Kiskunhalason
Kiskunhalas szócikkhez kapcsolódó képgaléria, mely helyi, országos vagy nemzetközi hírű személyekkel, valamint épületekkel, műtárgyakkal, helynevekkel és eseményekkel összefüggő emléktáblákat tartalmaz.

## Galéria

### Emléktáblák

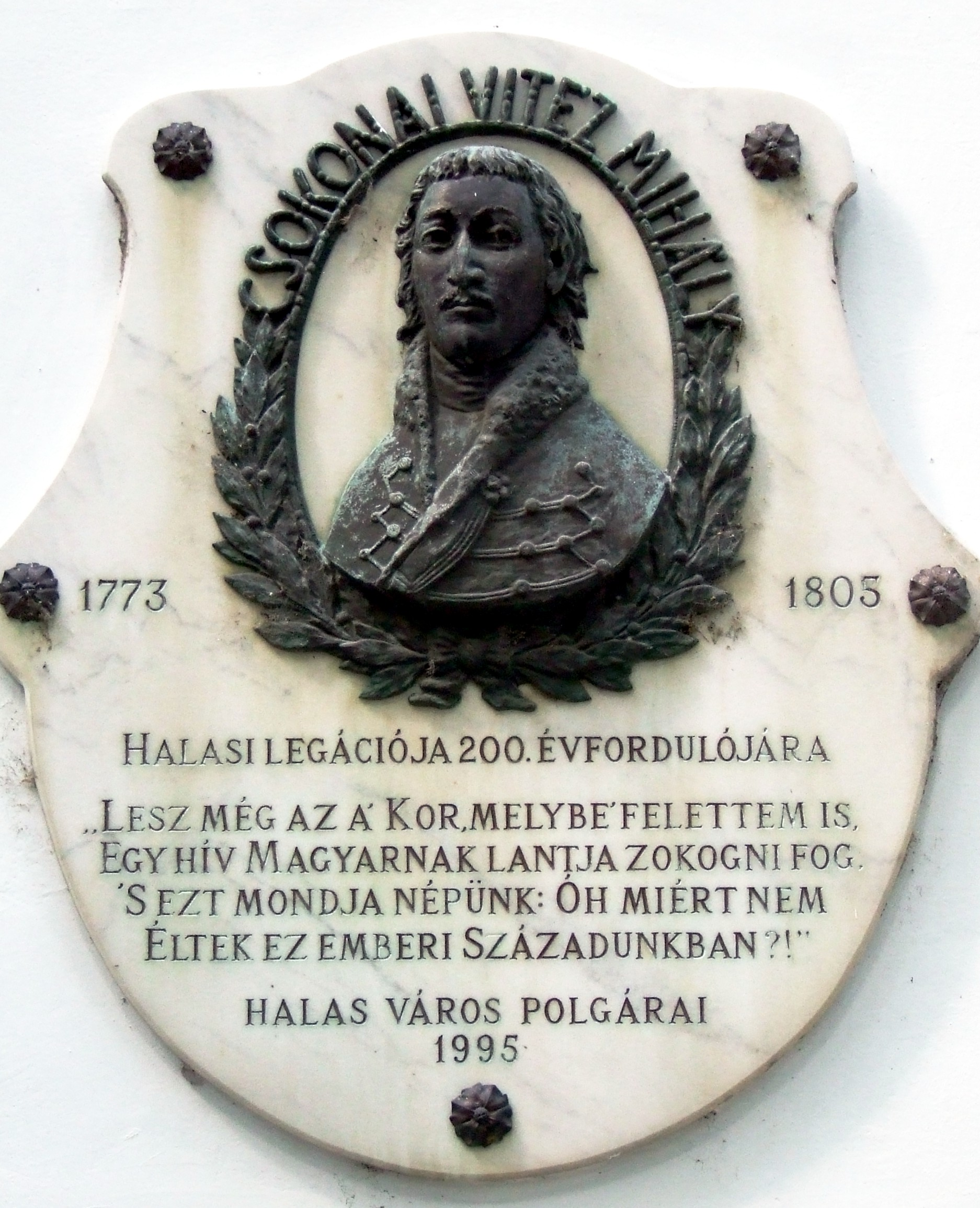
Csokonai Vitéz Mihály
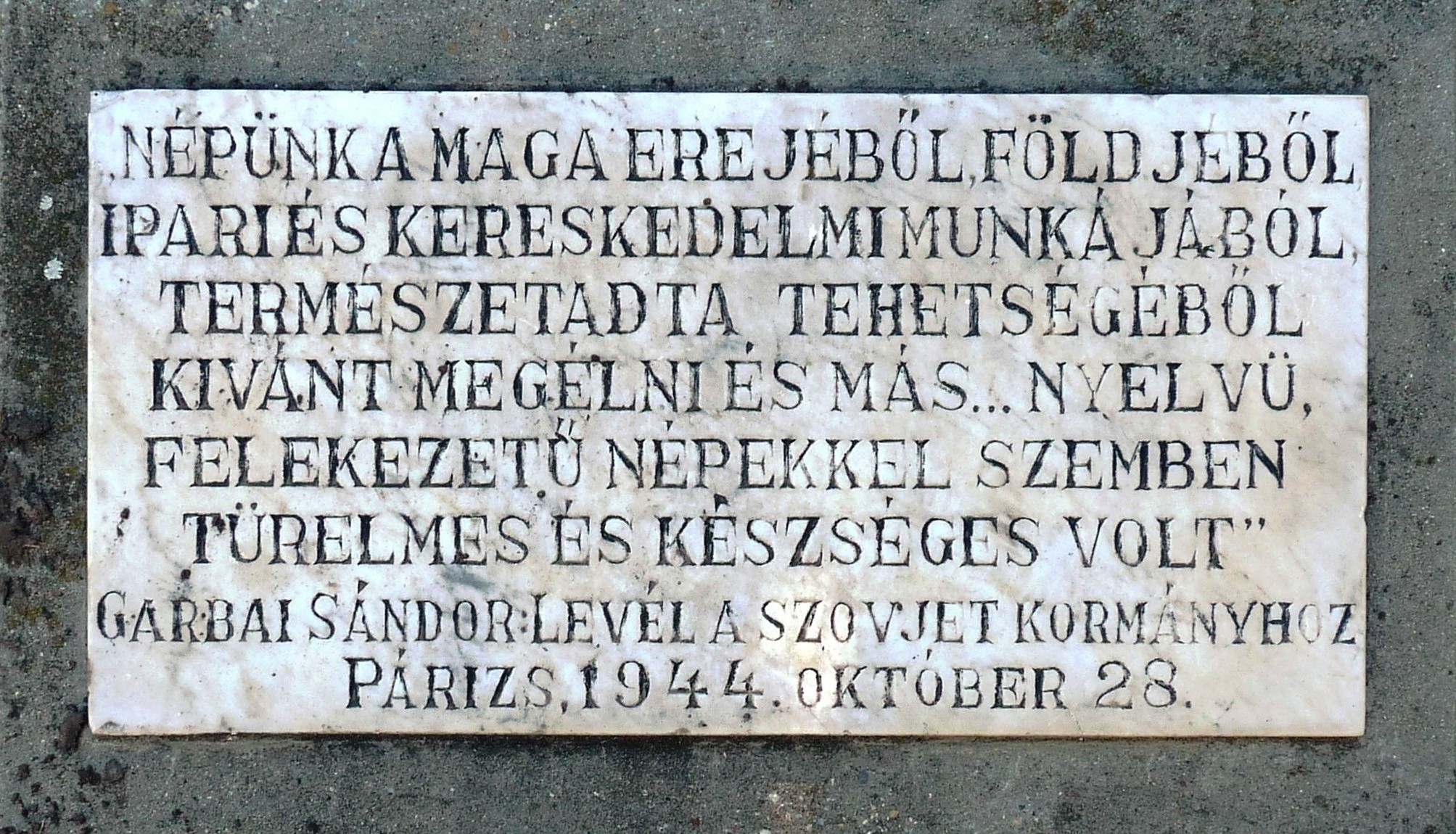
Garbai Sándor , Bethlen Gábor tér
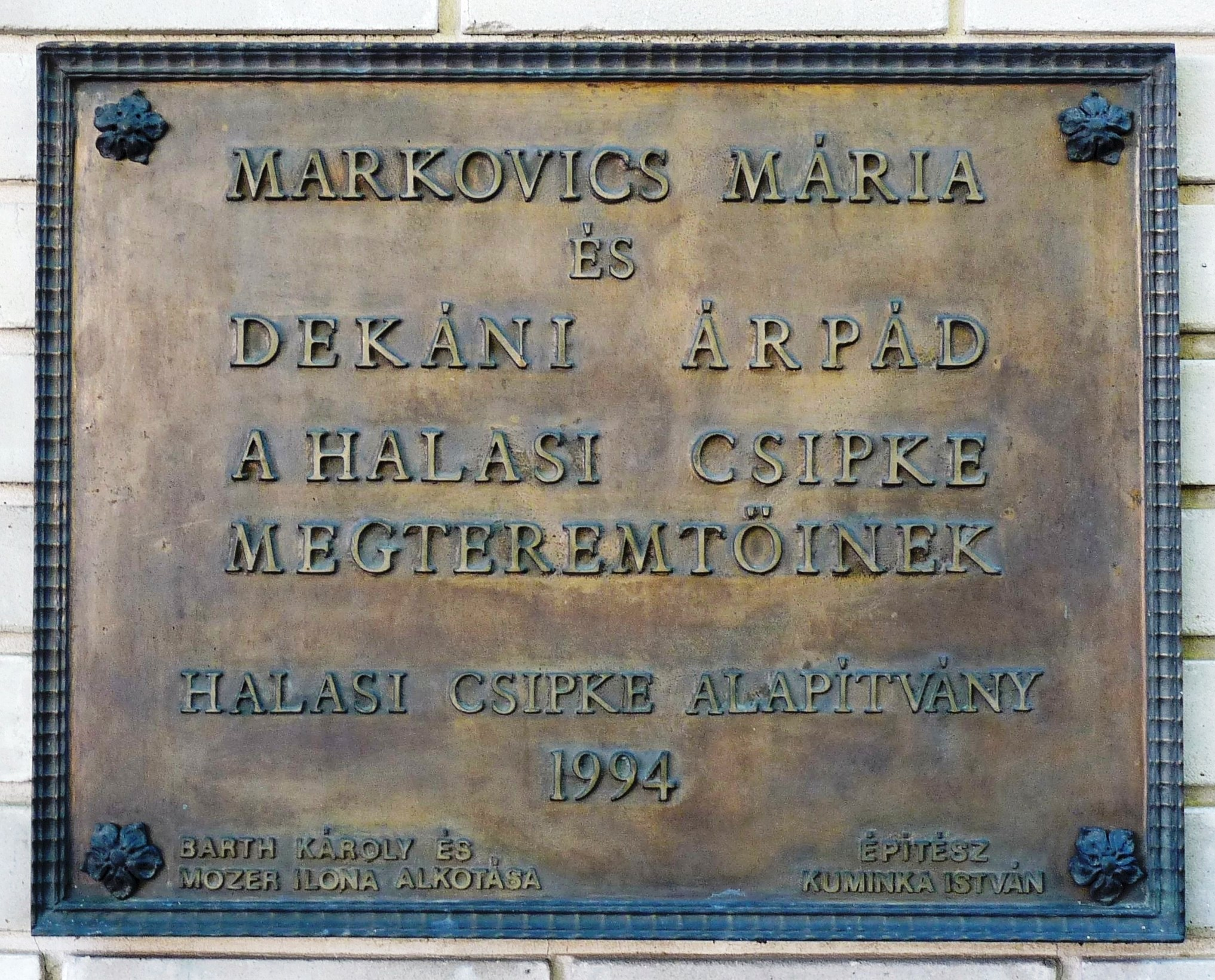
Markovics Mária és Dékáni Árpád, Kossuth utca 37.
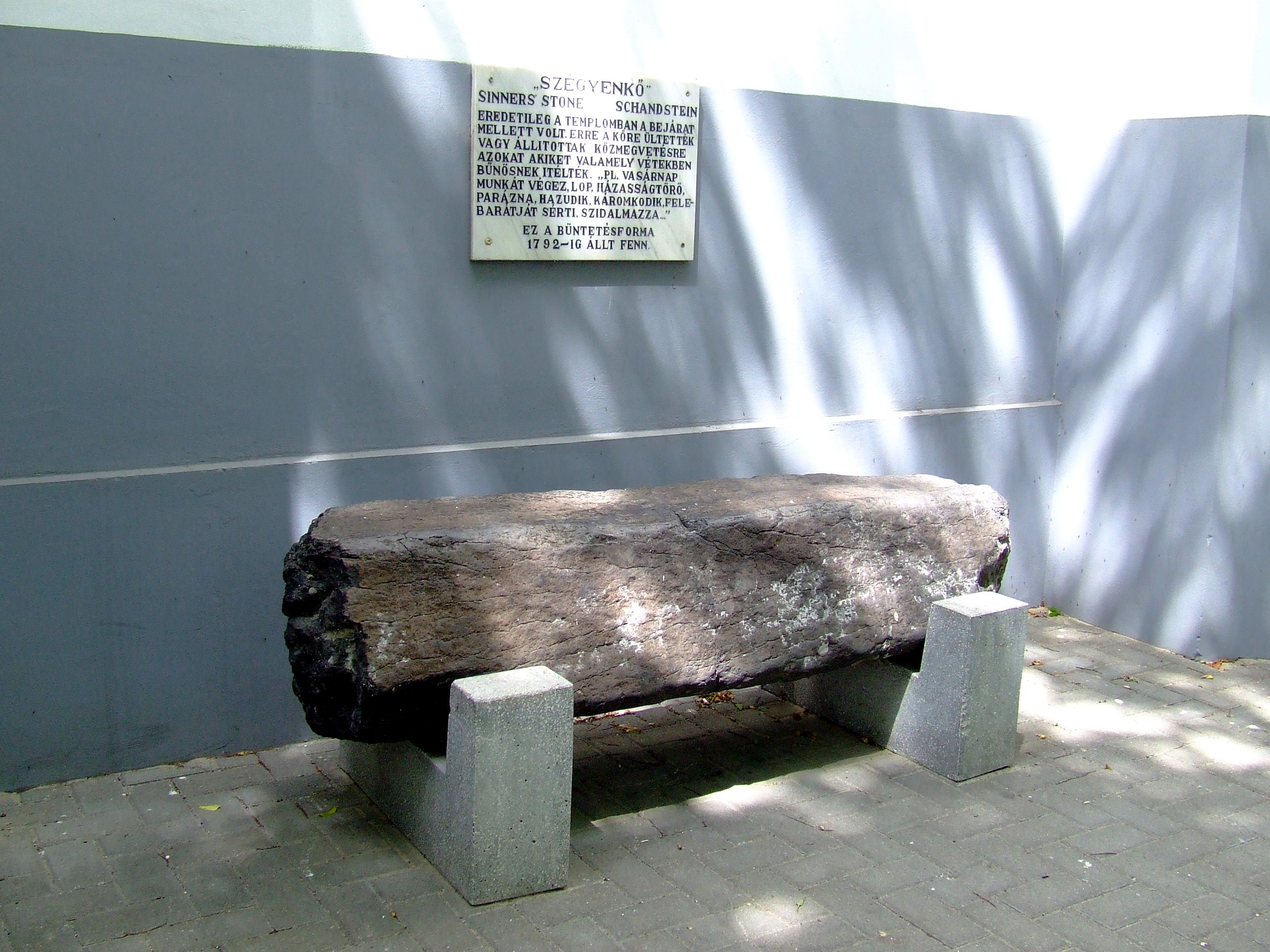
szégyenkő, Hősök tere 2.
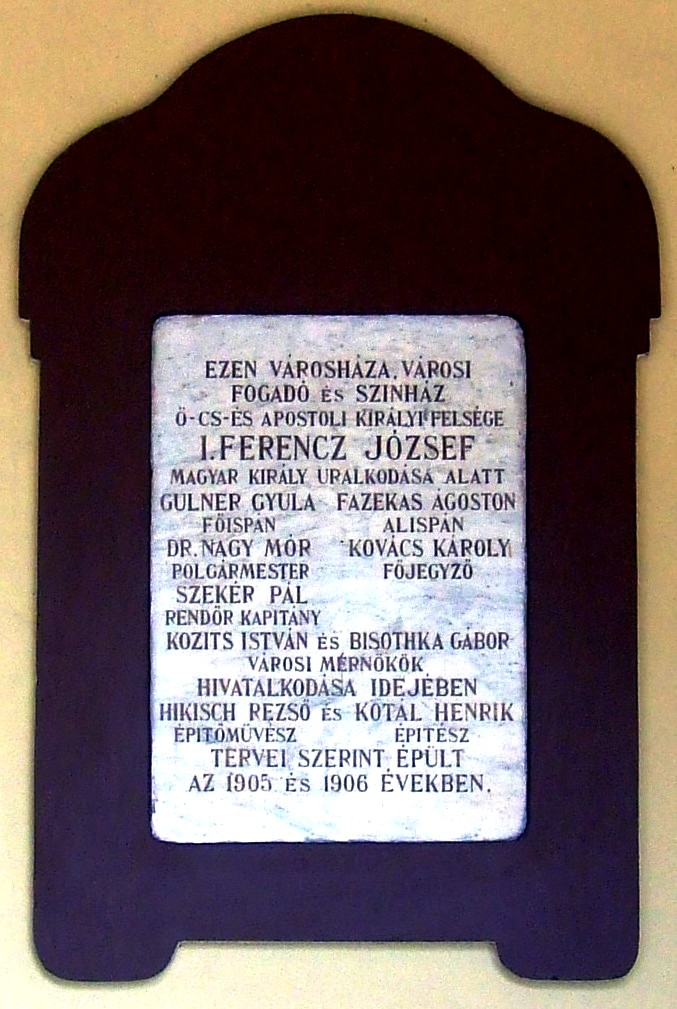
Városháza építése, Hősök tere 1.

### Botlatókövek

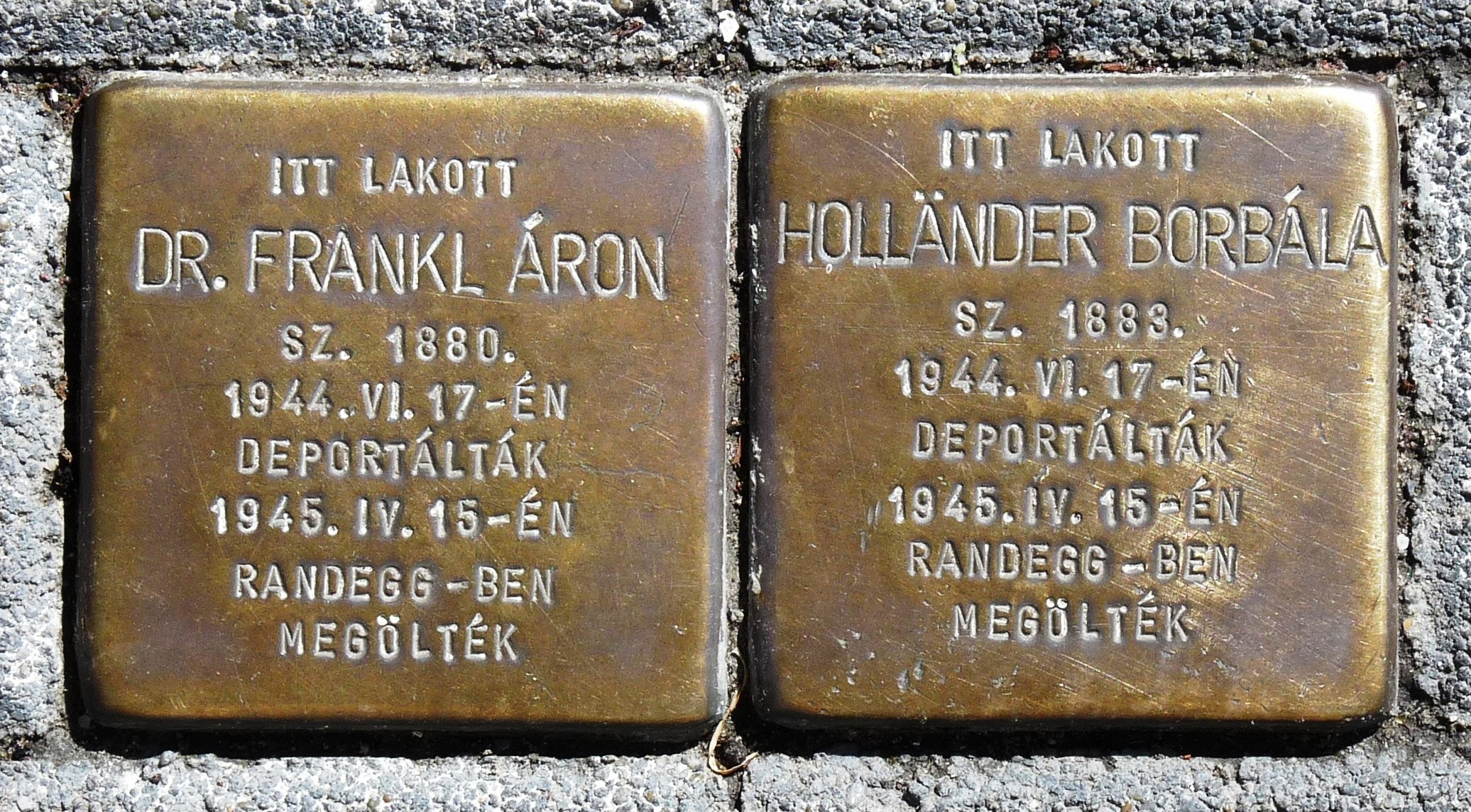
Frankl Áron és Holländer Borbála, Kossuth utca 27.
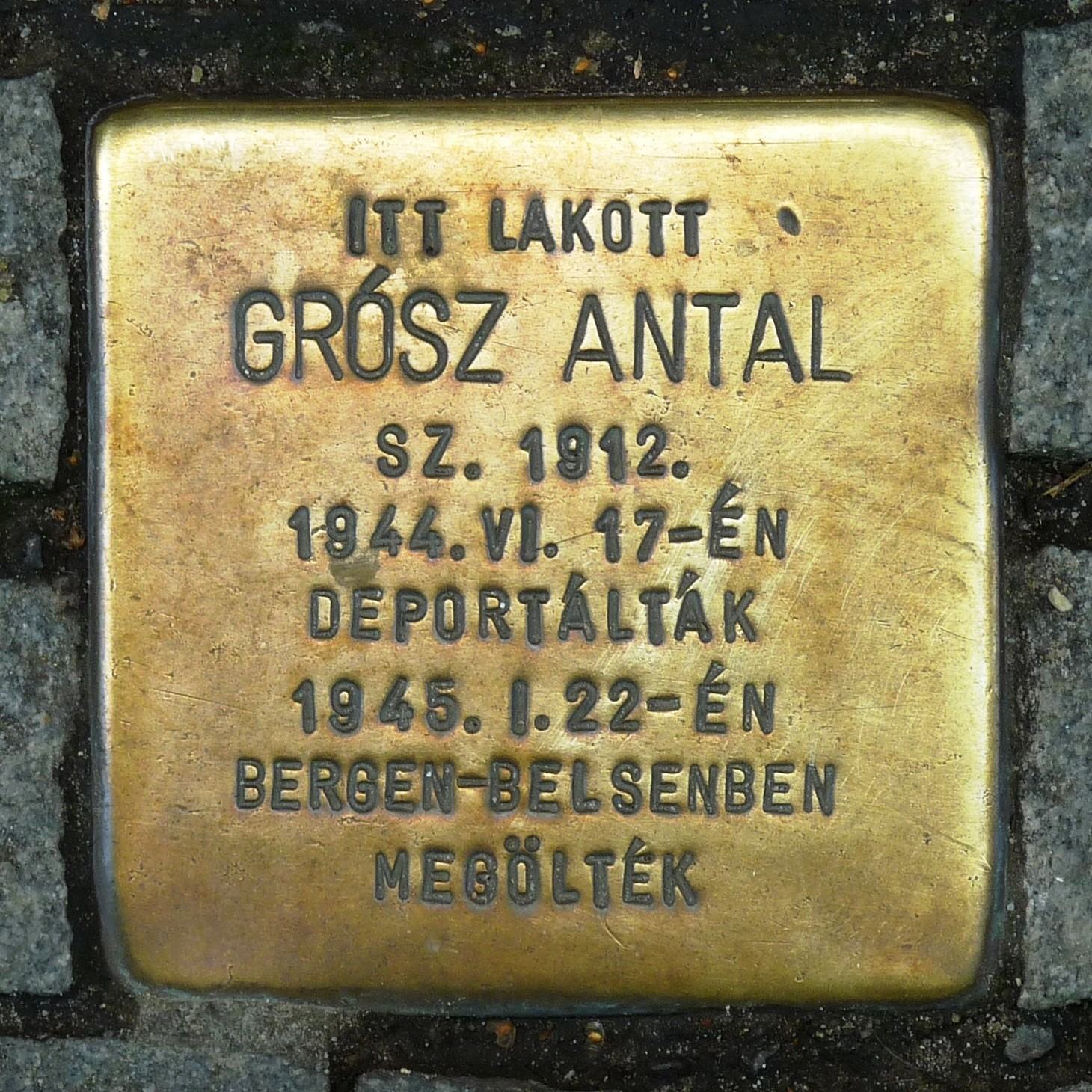
Grósz Antal, Bethlen Gábor tér 7.
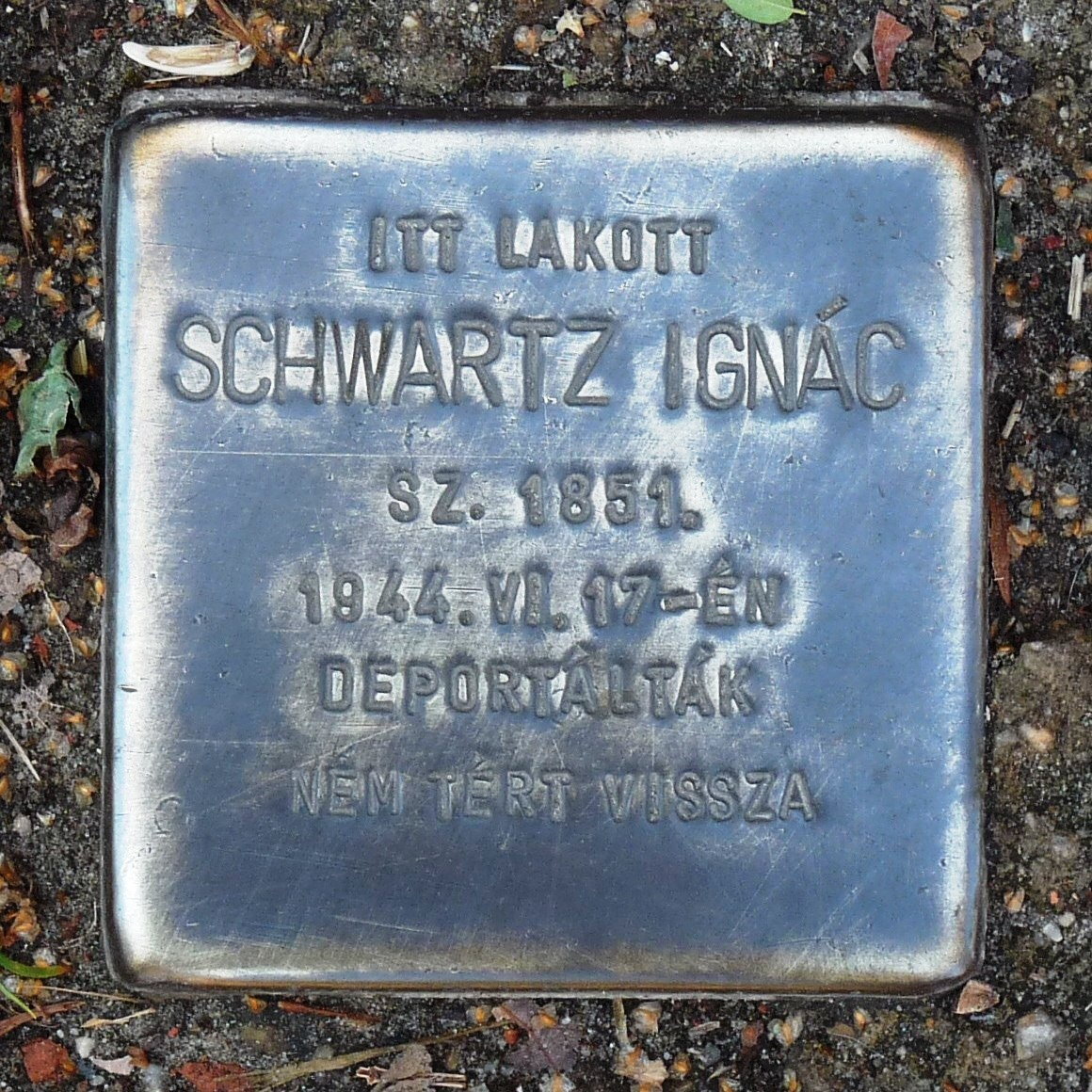
Schwartz Ignác, Petőfi utca 1.
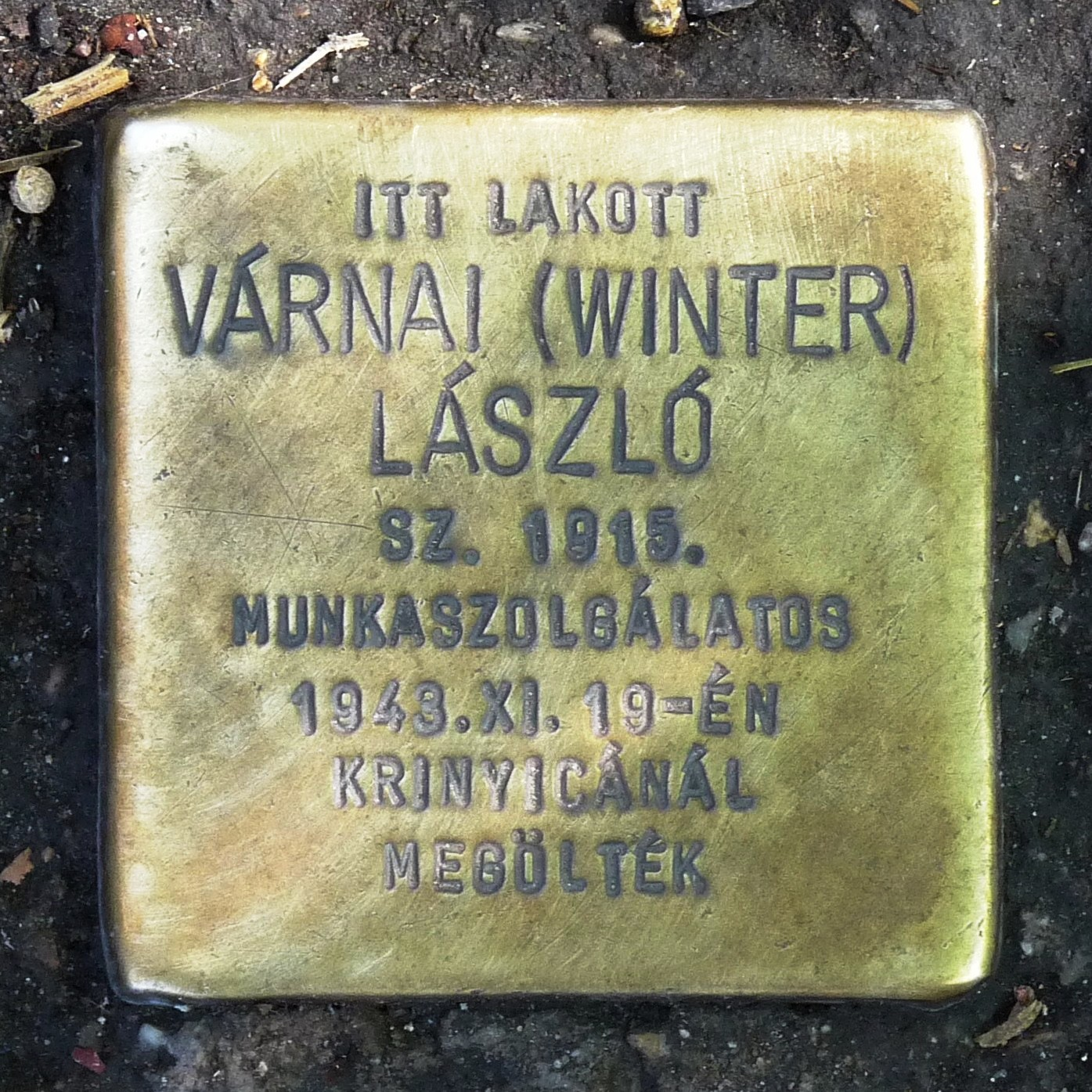
Várnai (Winter) László, Szilády Áron utca 3.

## Utcaindex
| Bethlen Gábor tér (–) Garbai Sándor (7.) Grósz Antal Hősök tere (1.) Városháza építése (2.) szégyenkő Kossuth utca (27.) Frankl Áron és Holländer Borbála (37.) Markovics Mária és Dékáni Árpád | Petőfi utca (1.) Schwartz Ignác Szilády Áron utca (3.) Várnai (Winter) László |